# Al Joyner
Pour les articles homonymes, voir Joyner.
Alfredrick Alphonzo Joyner dit Al Joyner (né le 19 janvier 1960 à East Saint Louis) est un athlète américain spécialiste du triple saut.

## Biographie
Vainqueur en 1984 des Championnats des États-Unis, Al Joyner se rend à Los Angeles pour participer aux Jeux olympiques d'été de 1984 marqués par l'absence des athlètes des pays du bloc soviétique pour cause de boycott. Il remporte le concours du triple saut avec la marque de 17,26 m, devant son compatriote Mike Conley. Il devient à cette occasion le premier athlète américain depuis 80 ans (Meyer Prinstein aux Jeux de 1904) à décrocher l'or dans cette épreuve.
Son record personnel au triple saut, établi en 1987, est de 17,53 m.
Il a été marié avec Florence Griffith-Joyner avec qui il a eu une fille, Mary, née en 1991. Sa sœur, Jackie Joyner-Kersee, a également été championne olympique.

## Palmarès
| Date | Compétition                    | Lieu         | Résultat | Marque  |
| ---- | ------------------------------ | ------------ | -------- | ------- |
| 1983 | Championnats du monde          | Helsinki     | 8e       | 16,76 m |
| 1984 | Jeux olympiques                | Los Angeles  | 1er      | 17,26 m |
| 1987 | Championnats du monde en salle | Indianapolis | 5e       | 16,92 m |